# Volgin
Yevgeny Borisovitch Volgin (in russo Евгений Борисович Волгин), conosciuto con il nome di "Thunderbolt" nel blocco occidentale, è un personaggio della serie di videogiochi Metal Gear che fa la sua comparsa in Metal Gear Solid 3: Snake Eater e in Metal Gear Solid V: The Phantom Pain.

## Caratteristiche
Volgin è un uomo gigantesco, dal volto grottescamente sfregiato. Ha un'immensa forza fisica, maggiore anche di quella che traspare dalle sue dimensioni, ed è un individuo sadico ed estremamente malvagio. A causa di una malformazione fisica, Volgin può accumulare con il proprio corpo una tensione elettrica di milioni di volt e gestire con facilità la corrente elettrica, scagliandola o sparando proiettili scaldati con la stessa, il che lo rende particolarmente pericoloso. Questa caratteristica obbliga Volgin a indossare una tuta di gomma per proteggersi dalla sua stessa elettricità, e lo porta a temere la pioggia e i fulmini: è per questo che a volte si ferma e pronuncia le parole "Kuwabara, kuwabara".
In Metal Gear Solid 3: Snake Eater, non viene detto esplicitamente, ma alcuni indizi lasciano supporre che Volgin abbia una relazione sentimentale con il maggiore Raikov.

## Biografia
Durante la Seconda guerra mondiale, Volgin lavora per l'NKVD, la polizia segreta sovietica, con il compito di punire i disertori nelle retrovie dell'Armata Rossa. Dopo essere diventato famoso per le sue imprese nelle operazioni antiguerriglia in Ucraina e negli stati del Baltico, prende parte al massacro di Katyn', ordinando di giustiziare i prigionieri detenuti in un campo di prigionia vicino al villaggio di Gnëzdovo. Successivamente contribuisce a reprimere l'insurrezione del 1953 nella Germania dell'Est e a sedare la rivolta del 1956 in Ungheria, vantandosi di aver eliminato personalmente più di 100.000 attivisti anticomunisti.
In Metal Gear Solid 3: Snake Eater, durante la Guerra fredda, Volgin è un colonnello del GRU appartenente alla fazione di Leonid Il'ič Brežnev, e complotta con le forze armate, che non approvano il governo di Nikita Chruščëv, per destituirlo e conquistare il potere. Per questo motivo e grazie anche al denaro dei Filosofi ereditato dal padre, Volgin costruisce Groznyj Grad, un centro strategico personale dove creare e produrre nuove armi. In particolare, l'arma di distruzione di massa che intende mettere in produzione seriale è lo Shagohod: con essa conta di rovesciare le sorti della guerra fredda e portare la Russia al dominio del mondo.
Dopo la diserzione di The Boss nell'Unione Sovietica, Volgin provoca un'esplosione atomica lanciando contro il centro di ricerca di Sokolov il Davy Crockett che la stessa The Boss gli ha regalato in segno della sua lealtà. Accusato dell'attacco atomico, il governo degli Stati Uniti invia Naked Snake in Russia per eliminare Volgin e dimostrare così la sua estraneità al fatto. Snake riesce a infiltrarsi nella fortezza di Groznyj Grad, dove affronta Volgin, ma quest'ultimo lo insegue a bordo dello Shagohod; comincia quindi un altro combattimento, durante il quale Volgin viene folgorato da un fulmine mentre si trova sullo Shagohod, e dopo aver detto, per ironia della sorte: "Chi ha paura di un modesto fulmine ?".
Come si scopre in Metal Gear Solid V: The Phantom Pain, Volgin riesce a sopravvivere, nonostante abbia riportato ustioni su tutto il corpo e sia andato in coma: per questo motivo viene portato in un laboratorio dell'Unione Sovietica, dove diversi scienziati lo usano per condurre ricerche sulle capacità paranormali umane e cercano di trovare, senza riuscirci, una spiegazione per la sua sopravvivenza. Probabilmente, ciò che ha tenuto in vita Volgin è stata la sua sete di vendetta verso Big Boss, che vent'anni prima aveva distrutto la sua utopia.
Gli esperimenti continuano fino a quando il laboratorio non viene distrutto da un incendio; tuttavia, il corpo di Volgin non viene ritrovato tra i resti dell'edificio: proprio in quel momento, infatti, la rabbia di Volgin prende il controllo della mente del "Terzo ragazzo", che si trovava in quello stesso laboratorio, consentendogli di risvegliarsi dal coma e di acquisire nuove abilità, come il controllo del fuoco. Determinato a vendicarsi di Big Boss e guidato dal suo istinto, Volgin raggiunge l'ospedale a Cipro dove si era da poco svegliato dal coma anche colui che tutti credono trattarsi di Big Boss, ovvero Venom Snake, e cerca di ucciderlo. Snake riesce a fuggire dall'ospedale, grazie anche al fatto di aver individuato quello che sembra l'unico punto debole di Volgin: proprio come il fuoco, egli può essere fermato con l'acqua.
Il secondo incontro con Volgin avviene in Africa centrale, in un luogo chiamato "Casa del Diavolo", dove Snake si era recato per recuperare un bambino: Volgin tenta di nuovo di uccidere Snake, ma stavolta non agisce di propria volontà, in quanto è controllato, tramite i poteri del Terzo ragazzo, dalla rabbia di Skull Face. Quest'ultimo conosceva Volgin fin dai tempi dell'operazione Snake Eater, o forse anche da prima, e lo teneva d'occhio insieme al ragazzo, convinto, a ragione, che i due gli avrebbero consentito di trovare il suo nemico, Big Boss. Dopo il fallimento dell'assalto all'ospedale, Skull Face ha pensato bene che i due soggetti gli sarebbero tornati utili, perciò li ha avvicinati: ma in questo modo il suo desiderio di vendetta si è impossessato della mente del Terzo ragazzo, che quindi gli ha permesso di controllare Volgin.
Successivamente, quando Snake e il suo nemico Skull Face si trovano nell'hangar della centrale elettrica di Serak, in Afghanistan, dove è custodito il Sahelanthropus, Skull Face ordina a Volgin di attaccare Snake, ma la mente del Terzo ragazzo, senza il quale Volgin non potrebbe essere vivo, viene inaspettatamente attirata da una rabbia ancora più intensa, quella di Eli, che diventa così in grado di attivare il Sahelanthropus. Volgin finisce quindi schiacciato sotto di esso, ma questo non basta a ucciderlo: infatti, il suo corpo, esclusa la possibilità che qualcuno l'abbia in seguito portato via, non viene ritrovato nella caverna. Venuto a sapere che Volgin si trova in una base militare, Snake va a recuperarlo, ma Volgin prende di nuovo vita e tenta di ucciderlo: quando però scopre che egli non era il vero Big Boss, la sua sete di vendetta si placa e finalmente muore, e a questo punto Snake lo porta alla Mother Base.